# Észak-krími-csatorna
Az Észak-krími-csatorna (ukránul Північно-Кримський канал [Pivnicsno-krimszkij kanal], oroszul Северо-Крымский канал [Szevero-krimszkij kanal]) 1961 és 1971 között épült, a Herszoni terület és a Krím félsziget édesvízzel történő ellátását biztosító csatorna. A Kahovkai-víztározóból indulva biztosítja a Krím félsziget északi részének a vízellátását. Neve megnyitásakor a „Lenini komszomolról elnevezett Észak-krími csatorna” ( Северо-Крымский канал имени Ленинского комсомола) volt.
A csatornát az ukrán hatóságok 2014 áprilisában lezárták. Az előretörő orosz hadsereg 2022. március 26-án a Herszoni területen felrobbantotta az ukrán hatóságok által épített csatornát elzáró gátat, és ezzel az Észak-krími csatornán keresztül újraindult Észak-Krím vízellátása a Dnyeperből.

## Nyomvonala
Az Észak-krími csatorna a Herszoni területen a Dnyeper folyó Kahovkai-víztározójából ágazik ki Nova-Kahovka településnél. Innen a Herszoni terület déli részén halad, majd a Perekopi-földszoroson keresztül éri el a Krím félsziget északi partját. A félsziget északi partja mentén haladva nem messze Kercs városától a Kercsi-víztározóban végződik. A csatorna teljes hossza 402,6 km, átlagos szélessége 15 méter, mélysége 7 méter. Működése idején, 1971 és 2014 között átlagosan másodpercenként 380 m³ vizet bocsátott át. Maximális vízátbocsátási képessége 500 m³/sec, ez a Dnyeper átlagos vízhozamának megközelítően 30%-a. A Krímbe érkező víz 80%-át öntözésre, 20%-át pedig a Krím lakosságának ivóvízzel történő ellátására használták. Az Észak-krimi csatorna biztosította a Krím félsziget lakossági vízellátásának 85%-át.

## Története
Egy, a Dnyeper vizét a Krím félszigetre vezető csatorna ötletét már a 19. században felvetette Christian von Steven botanikus. Megépítésére azonban a második világháború végéig nem került sor. A Szovjetunió kommunista Pártjának a Központi Bizottsága és a szovjet kormány 1950 szeptember 21-én kiadott rendelete rendeli el a Kahovkai-víztározó, a Kahovkai vízerőmű és az Észak-krimi csatorna megépítését. Erről a döntésről a szovjet posta emlékbélyeget adott ki 1951-ben. 

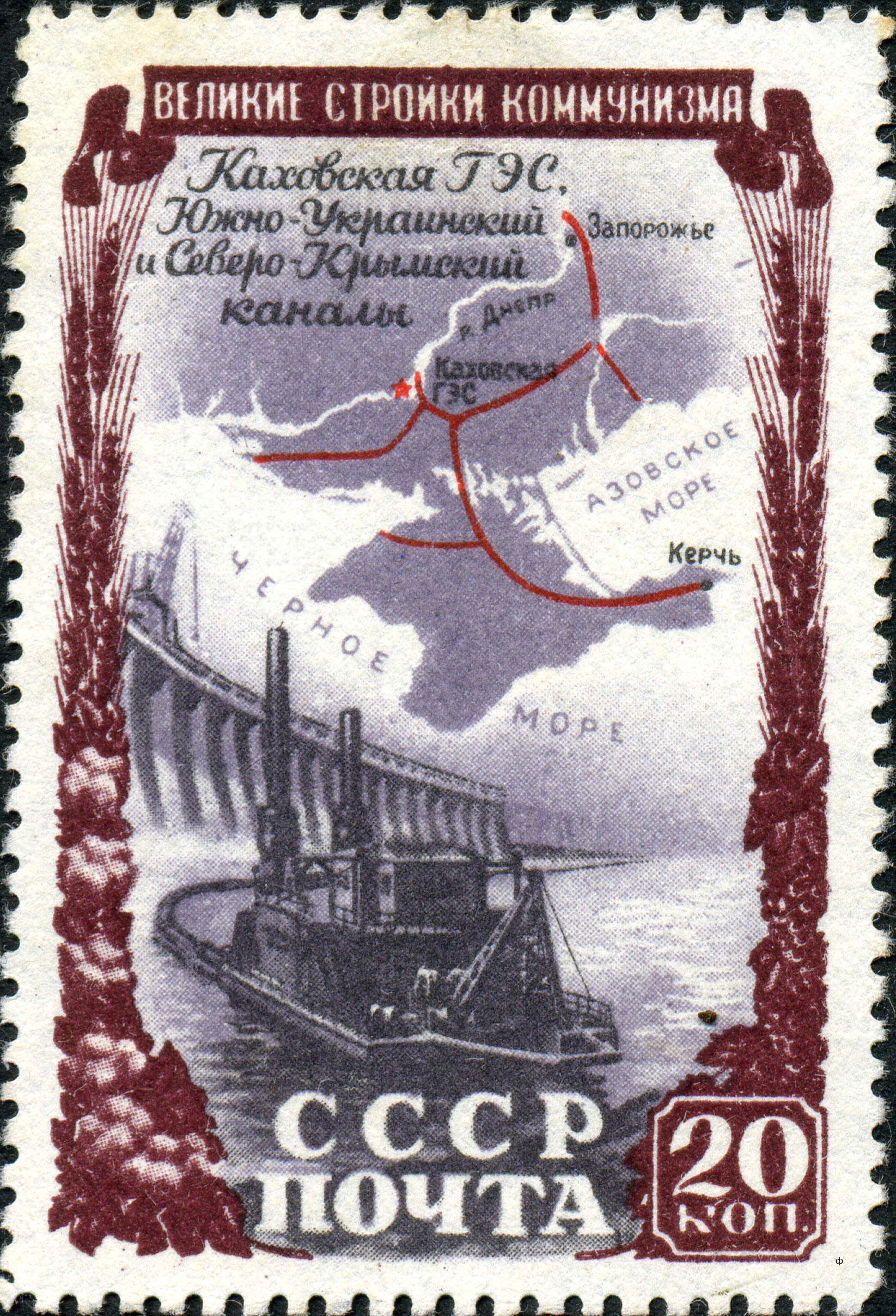
A csatorna egy szovjet bélyegen (a kommunizmus nagy építményei)

2014-ben a Krím félsziget elfoglalását követően az ukrán hatóságok korlátozták a csatornába juttatott víz mennyiségét. A krími határtól mintegy 16 km-re homokzsákokból gátat építettek a csatornába, ezzel teljesen elzárva a víz útját. A csatorna lezárása igen súlyos helyzetbe hozta a félsziget lakosságát. Elsősorban az öntözés hiányában a mezőgazdasági termelés katasztrofálisan visszaesett.
Hivatalos statisztikák szerint a mezőgazdasági művelés alatt álló terület az öntözési lehetőségek híján a 2013-as évi 130 000 hektárról mintegy tizedére, 14 000 hektárra esett vissza. A lakossági ivóvízellátásban is súlyos korlátozások bevezetésére került sor: 2021-ben naponta 3-5 órán át volt mindössze ivóvíz. A New York Times 2021-ben több cikkben hívta fel a figyelmet, hogy ez a vízkorlátozás okot adhat egy orosz intervencióra. 
A 2022-es háború kitörésének első napján az orosz hadsereg egységei a Krímből kiindulva ellenőrzésük alá vonták az  Észak-krími csatornát. A Krimi Köztársaság felszólította a helyi szerveket a csatorna üzembe helyezésére, és két nappal később, április 26-án az orosz csapatok felrobbantották a víz útját elzáró betongátat, és ezzel Észak-Krím vízellátása fokozatosan helyreállt.